# 堯里
堯里（西班牙語：Yauri），是秘魯的城鎮，位於該國南部庫斯科大區，是埃斯皮納爾省的首府，2005年人口26,328，該城鎮的居民主要使用奇楚瓦語和西班牙語。

## 外部連結
- Saywitu: Qusqu suyu （页面存档备份，存于）